# 奥谷
奥谷（おくのや）は、茨城県東茨城郡茨城町の大字。

## 地理
茨城町の中央部に位置し、北は涸沼川を隔てて小鶴、西は下土師、南は小幡、東は小堤と隣接する。平地である県道16号沿線は、茨城町役場が近いこともあって商店や飲食店が建ち並ぶが、それ以外は涸沼川に沿って水田地帯が中心となっている。
一方、台地上は西側は赤坂集落で古くからの住宅が並ぶ一方、東側は桜ヶ丘団地、サングリーン奥ノ谷団地など、新興住宅が建ち並ぶ。南側の小幡との境界付近は茨城工業団地の一部となっている。

## 小字
以下の小字がある。
- 赤坂下
- 阿弥陀堂
- 石田
- 一里塚
- 宇都気崎
- 押出
- 釜長
- 上道乱
- 上成沢
- 川面
- 経塚
- 久止毛
- 供養塚
- 小柄前
- 宿後
- 宿内
- 新路前
- 新溜
- 新堤
- 新林
- 新堀
- 須崎
- 諏訪神
- 台畑
- 多々良沢
- 鎮守山
- 塚田
- 天神下
- 堂窪
- 童子塚
- 仲田
- 仲丸
- 中谷津
- 成沢
- 西下り
- 西タリ
- 西谷津
- 入道下
- 信戸
- 馬場先
- 浜場
- 東タリ
- 東谷津
- 富士山
- 弁天
- 坊前
- 堀ノ内
- 舞甚
- 前新堀
- 前原
- 町後
- 町尻
- 丸山
- 南坪
- 向山
- 山下

## 歴史
- 1889年（明治22年）：町村制の施行に伴い、東茨城郡川根村川根村大字奥谷となる。
- 1934年（昭和9年）11月1日：水戸電気鉄道線の小鶴 - 奥ノ谷間が開通。奥ノ谷駅は当線廃止時点の南側の終着駅だった。
- 1938年（昭和13年）：水戸電気鉄道線が全線廃止。
- 1955年（昭和30年）2月11日：川根村が市町村合併により茨城町となったことに伴い、茨城町大字奥谷になる。

## 世帯数と人口
2021年（令和3年）12月31日現在の世帯数と人口は以下の通りである。
| 町丁 | 世帯数  | 人口    |
| ---- | ------- | ------- |
| 奥谷 | 454世帯 | 1,056人 |

## 小・中学校の学区
町立小・中学校に通う場合、学区は以下の通りとなる。
| 番地 | 小学校             | 中学校             |
| ---- | ------------------ | ------------------ |
| 全域 | 茨城町立青葉小学校 | 茨城町立青葉中学校 |

## 交通

### 道路
- 東関東自動車道
- 国道6号
- 茨城県道16号大洗友部線
- 茨城県道18号茨城鹿島線
- 茨城県道43号茨城岩間線（北線）

### バス
奥ノ谷交差点は水戸～石岡方面と岩間～大洗・鉾田方面と交わる交通の要所でもあったことから当所を経由するバスもかつては多数運行されていた。かつて1980年代までは『奥ノ谷』バス停脇（水戸方面）に関東鉄道奥ノ谷営業所があり、乗車券・回数券の販売等や、売店の営業を行っていた。当所を境に水戸方面は日中1時間に1～2本。石岡・鉾田方面は1日数本と運行本数が大きく変わる。
- 関東鉄道
  - 石岡駅・水戸駅行き/奥ノ谷坂上・水戸駅行き/茨城町役場・県庁バスターミナル行き
  - 鉾田駅・水戸駅行き/茨城空港・水戸駅行き/茨城町役場・水戸駅行き

以前は岩間方面（茨城オート→茨城交通運行）、友部方面、造谷方面、鹿嶋方面（急行）、常磐急行交通による新橋や日立方面への急行バスも「奥ノ谷」で客扱いを行っていた。

## 施設

### 行政
- 茨城町商工会館：奥谷33-1

### 商業施設
- クリーニング専科茨城奥谷店

### 教育
- 茨城町立青葉中学校：奥谷862

### 公共施設
- 奥谷公民館
- 桜ヶ丘公民館
- 赤坂農村集落センター
- サングリーン奥谷公民館

### 公園
- 奥谷公園